# حلقة باندل

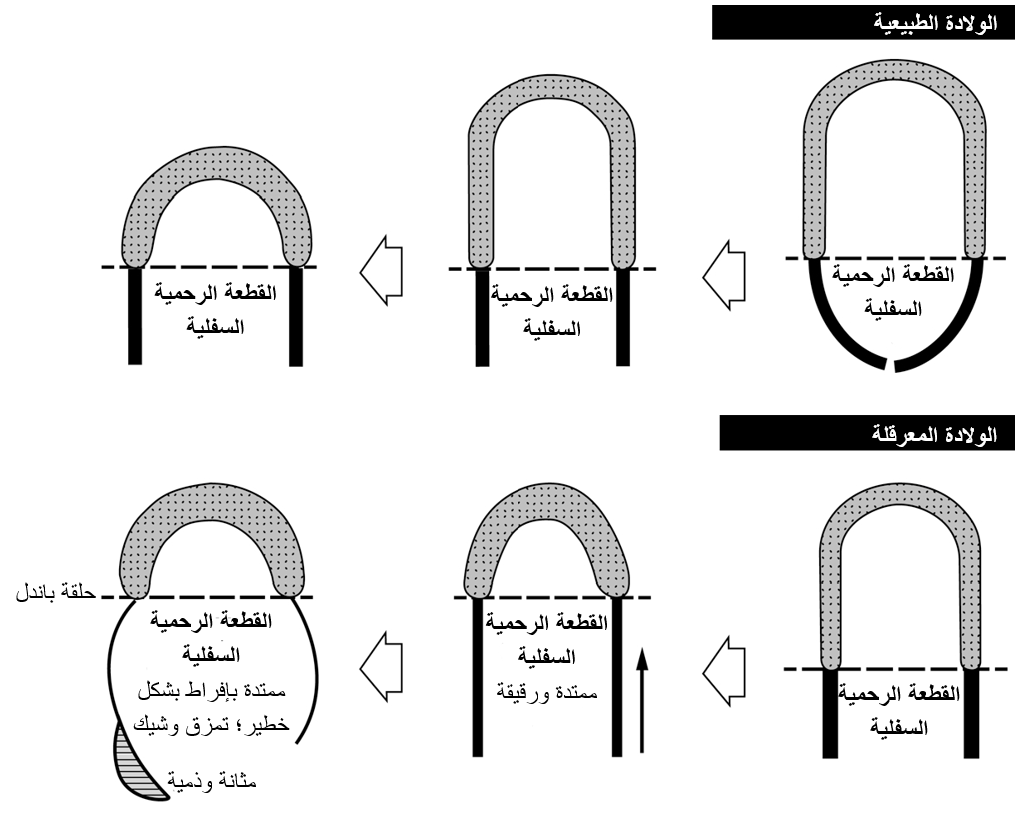
شكل يوضح تَشكّل حلقة باندل

حلقة باندل (بالإنجليزية: Bandl's ring)‏المعروفة أيضاً باسم حلقة الانكماش المَرضيّة هو تضيُّقٌ في مُوَصِّل جُزأيّ الرّحم عند البَشَر، والتّي تكون علامة متأخّرة مرتبطة عسر الولادة. قبل بدء المَخاض يكون المُوَصِّل بين القسم السفليّ والقسم العلويّ من الرّحم عبارة عن حلقة ثخينة قليلاً. في حالات الولادة غير الطّبيعية والمُعَرْقَلَة بعد أن يصل عنق الرّحم إلى الاِتّساع الكامل تتسبّب التَقَلُّصات المتزايدة بتقصير عضلة الرّحم في القسم العلويّ من ألياف عضلة الرّحم؛ وبذلك تُصبح القطعة العلويّة الفعّالة المتقلّصة أكثر سماكةً وأقصر طولاً. يمكن الشّعور بِحافتيّ الحلقة (طيَّتيّ الحلقة) أو رؤيتها وهي ترتفع عالياً نحو السُرَّة. تُصبح القطعة السّفليّة أكثر طولاً (متمددة) وأَرَقّ، وقد يؤدّي إهمالها إلى تمزّق الرّحم. وحلقة باندل هي المسببة الرّئيسة للولادة المُعَرْقَلَة. يتشكل تَلَم (أُخْدودٌ) دائري يحيط بالرّحم بين القطعة العلويّة النَّشِطة والقطعة السفليّة المُتمدّدة. وبسبب الانكماش الواضح ثمّة خَطر على الجنين وقد يؤدّي إلى موته. وأول من وصفها طبيب التوليد النمساويّ لودفيغ باندل (Ludwig Bandl)

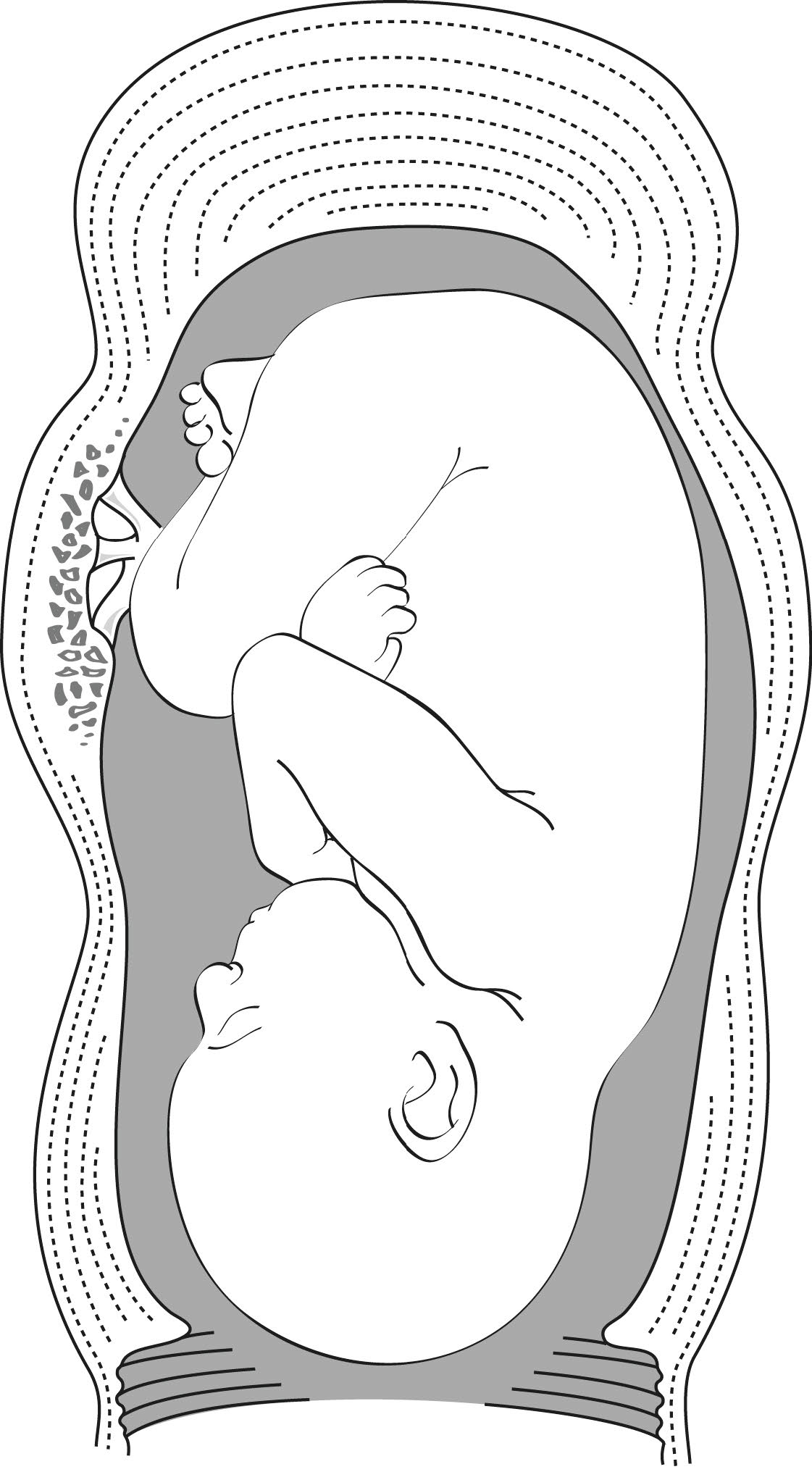
التمزق الوشيك: الرحم المَخْصور (شبيه بالساعة الرملية) "حلقة باندل"

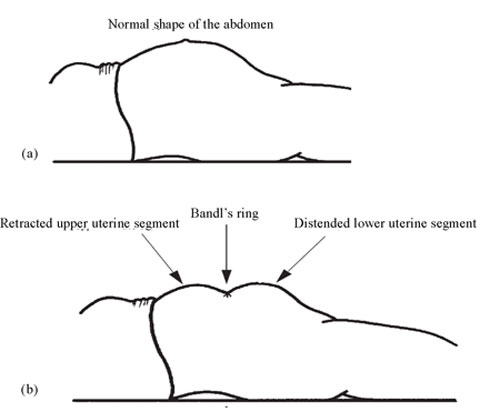
شكل توضِيحيّ لِحافتي الحلقة